# Karim Haggui
Karim Haggui [karjim ħaqji] (arabisch كريم حقي, DMG Karīm Ḥaqqī; * 20. Januar 1984 in Kasserine) ist ein ehemaliger deutsch-tunesischer Fußballspieler, der zuletzt beim FC St. Gallen unter Vertrag stand.

## Karriere

### Vereine
Karim Haggui begann mit zehn Jahren, in der Jugend des „Avenir sportif de Kasserine“ Fußball zu spielen. 1998 wurde er in der Jugendabteilung des „Étoile sportive du Sahel (ESS)“, dem Fußballclub der Stadt Sousse, aufgenommen und von Altstars des tunesischen Fußballs gecoacht, darunter Lofti Hsoumi. Er begann als rechter Verteidiger mit offensiver Ausrichtung. Im Jahre 2002 debütierte er 18-jährig in der tunesischen Meisterschaft beim Spiel des ESS gegen „Olympique de Béja“ (1:0-Sieg für den ESS).
Mit 21 Jahren ging er nach Frankreich, wo er bei Racing Straßburg unter Vertrag genommen wurde. Als robuster rechter Außenverteidiger mit Kopfballstärke bei Standardsituationen machte er sich sehr schnell einen Namen und absolvierte 20 Ligaspiele, nachdem er sich von einer Sprunggelenkverletzung erholt hatte. In der zweiten Saison spielte er im Anschluss eines Ligapokalsieges im UEFA-Pokal. In der Saison, in der er mit Straßburg im UEFA-Pokal spielte, stieg Haggui mit den Elsässern aus der 1. Liga ab.
Zur Saison 2006/07 wechselte Haggui für eine Ablöse von 2,5 Millionen Euro zum Bundesligisten Bayer 04 Leverkusen. Hier spielte er drei Saisons, dabei u. a. im Halbfinale des DFB-Pokals (bei der Finalniederlage saß er auf der Ersatzbank) sowie in 20 Partien (zwei Tore) des UEFA-Pokals.
Im Juni 2009 wechselte Haggui als Innenverteidiger zu Hannover 96 und schlug dafür Angebote von englischen und spanischen Clubs aus. Nach der Selbsttötung des Mannschaftskapitäns Robert Enke im November 2009 begann eine Negativserie, die den Verein in akute Abstiegsgefahr brachte. Als sinnbildlich hierfür kann das Spiel bei Borussia Mönchengladbach gelten, in dem Haggui zwei von insgesamt drei hannoverschen Eigentoren erzielte. Er war erst der sechste Bundesliga-Spieler, dem ein derartiger Doppelpack passierte. Kurz vor Saisonende fing sich 96 wieder und sicherte am letzten Spieltag den Klassenerhalt.
In der folgenden Sommerpause erhielt Haggui von seinem früheren Trainer bei Racing Straßburg, Antoine Kombouaré, das Angebot zu Paris Saint-Germain zu wechseln. Er blieb jedoch bei Hannover 96 und trug dort zu den anschließend folgenden erfolgreichsten Spielzeiten der Vereinsgeschichte bei. Während der Saison 2010/11 verlängerte er seinen Vertrag um drei Jahre bis Juni 2014. Am Ende der Bundesligasaison 2010/11 erreichte Haggui mit Hannover 96 mit 60 Punkten den vierten Platz. In der Playoff-Runde der Europa League setzte sich 96 gegen den FC Sevilla durch. Die Gegner in der Gruppenphase waren Standard Lüttich, FC Kopenhagen und Worskla Poltawa. In der folgenden Zwischenrunde setzte sich Hannover 96 gegen den FC Brügge durch. Nach dem Achtelfinalerfolg gegen Standard Lüttich schied Hannover dann im Viertelfinale gegen Atlético Madrid aus dem Wettbewerb aus.
In der Bundesligasaison 2011/12 spielte Haggui 27 Begegnungen (darunter in allen 17 Begegnungen der Hinrunde) und erzielte drei Tore. Am Ende der Saison stand 96 mit 48 Punkten auf Platz 7. Dies berechtigte zur Teilnahme an der 3. Qualifikationsrunde zur Europa League 2012/13. Hier setzte sich 96 in beiden Partien gegen St Patrick’s Athletic durch, Haggui erzielte dabei ein Tor.
Am 2. September 2013 wechselte Haggui zum VfB Stuttgart.
Zur Saison 2015/16 schloss er sich Fortuna Düsseldorf an.
Am 15. August 2016 wechselte er mit einem Zweijahresvertrag ablösefrei zum FC St. Gallen. Nachdem sein Vertrag wegen anhaltender Adduktorenbeschwerden nicht verlängert worden war, verließ Haggui St. Gallen im Sommer 2018. Daraufhin gab er im folgenden Jahr bekannt, dass er seine Karriere endgültig beendet hat.

### Nationalmannschaft
Roger Lemerre berief Haggui im August 2003 erstmals in die Nationalmannschaft. Beim Afrika-Cup 2004 in Tunesien gewann er mit den „Aigles de Carthage“ die Trophäe im Finale gegen Marokko (2:0). Als jüngster tunesischer Gewinner des Afrika-Cups hatte er seine Mannschaft beim Elfmeterschießen durch den entscheidenden Treffer für das Viertelfinale gegen Nigeria qualifiziert.
Einige Monate später nahm er an den Olympischen Spielen von Athen teil. Nach sieben Spielen mit der Nationalmannschaft und zwei Treffern bei Qualifikationsspielen spielte Haggui an der Seite von Radhi Jaidi bei der Fußballweltmeisterschaft 2006 in Deutschland nur drei Begegnungen, da die tunesische Nationalmannschaft bereits in der Gruppenphase ausschied. Im Jahre 2009 wurde er Kapitän der Nationalmannschaft. Beim Afrika-Cup 2012 in Gabun und Äquatorialguinea wurde das Viertelfinale erreicht, in dem Tunesien Ghana unterlag.
Im April 2012 nahm Haggui vorerst eine Auszeit von der Nationalmannschaft, um jüngeren Spielern die Chance zu geben, sich innerhalb des Teams besser zu entwickeln.

## Erfolge

### Vereine
- Étoile sportive du Sahel
  - African Cup Winners’ Cup 2003
- Racing Straßburg
  - Liga Cup Sieger 2005
- Bayer Leverkusen
  - DFB-Pokal Finalist 2009

### Nationalmannschaft
- Tunesien
  - Afrika-Cup-Gewinner 2004
  - Teilnehmer an den Olympischen Spielen 2004
  - Fußball-Weltmeisterschaftsteilnehmer 2006

## Privates
Karim Haggui heiratete im Mai 2012 in Tunesien. Am 16. April 2013 erhielt er neben 56 weiteren Bewerbern die deutsche Staatsbürgerschaft und fällt somit nicht mehr unter das Ausländerkontingent.